# Kaiserpokal 2006
Der Kaiserpokal 2006 war die 86. Austragung des Kaiserpokals, des höchsten japanischen Fußballpokalwettbewerbs. Sieger des Wettbewerbs waren die Urawa Reds.

## Ergebnisse

### 1. Runde
|                                   | Ergebnis        |                                  |
| --------------------------------- | --------------- | -------------------------------- |
| Takada FC                         | 0:2             | Arte Takasaki                    |
| Hatsushiba Hashimoto High School  | 0:5             | Universität Hachinohe            |
| TDK                               | 2:0             | Japan Soccer College             |
| Universität Iwate                 | 0:2             | Universität Kōchi                |
| SC Tottori                        | 2:1             | Sony Sendai FC                   |
| Kamatamare Sanuki                 | 0:5             | Rosso Kumamoto                   |
| Tochigi SC                        | 3:0             | Universität Saga                 |
| V-Varen Nagasaki                  | 1:2             | Banditonce Kobe                  |
| Mie-Chukyo-Universität            | 2:3             | Kansai-Universität               |
| Tokushima Vortis Amateur          | 0:2             | FC Ryukyu                        |
| FC Gifu                           | 5:1             | Wirtschaftsuniversität Hiroshima |
| Teihens FC                        | 0:5             | Sportuniversität Kanoya          |
| Biwako Seikei Sport College       | 4:1             | Fukui-Kogyo-Universität          |
| Nirasaki Astros                   | 3:2             | Universität Yamagata             |
| Universität Tokuyama              | 1:4             | Ritsumeikan-Universität          |
| FC Primeiro                       | 0:1             | Mitsubishi Mizushima             |
| FC Central Chugoku                | 3:0             | Ehime FC U-18                    |
| Norbritz Hokkaido                 | 1:2             | Nippon Steel Oita                |
| Matsumoto Yamaga FC               | 2:2 (4:3 i. E.) | Dōshisha-Universität             |
| Sangyo-Keiei-Universität Miyazaki | 3:2             | JEF Club                         |

### 2. Runde
|                           | Ergebnis        |                                   |
| ------------------------- | --------------- | --------------------------------- |
| Shizuoka FC               | 2:1             | Arte Takasaki                     |
| YKK AP                    | 1:0             | Universität Hachinohe             |
| Hōsei-Universität         | 2:0             | TDK                               |
| Universität Kōchi         | 4:0             | SC Tottori                        |
| Ryūtsū-Keizai-Universität | 0:2             | Rosso Kumamoto                    |
| Shobi-Gakuen-Universität  | 0:2             | Tochigi SC                        |
| Aichi-Gakuin-Universität  | 1:8             | Banditonce Kobe                   |
| Kansai-Universität        | 0:0 (6:5 i. E.) | FC Ryukyu                         |
| Universität Kanagawa      | 0:1             | FC Gifu                           |
| Sportuniversität Kanoya   | 0:3             | Biwako Seikei Sport College       |
| Nirasaki Astros           | 1:3             | Ritsumeikan-Universität           |
| Mitsubishi Mizushima      | 2:0             | FC Central Chugoku                |
| Nippon Steel Oita         | 3:1             | Matsumoto Yamaga FC               |
| Universität Fukuoka       | 0:2             | Sangyo-Keiei-Universität Miyazaki |

### 3. Runde
|                   | Ergebnis |                                   |
| ----------------- | -------- | --------------------------------- |
| Mito HollyHock    | 0:1      | Shizuoka FC                       |
| Vissel Kobe       | 2:4      | YKK AP                            |
| Kashiwa Reysol    | 3:0      | Hōsei-Universität                 |
| Honda             | 1:0      | Universität Kōchi                 |
| Vegalta Sendai    | 1:0      | Rosso Kumamoto                    |
| Tokyo Verdy 1969  | 0:1      | Tochigi SC                        |
| Yokohama FC       | 0:1      | Banditonce Kobe                   |
| Shonan Bellmare   | 4:1      | Kansai-Universität                |
| Thespa Kusatsu    | 3:0      | FC Gifu                           |
| Ehime FC          | 2:0      | Biwako Seikei Sport College       |
| Sagan Tosu        | 4:3      | Ritsumeikan-Universität           |
| Montedio Yamagata | 6:2      | Mitsubishi Mizushima              |
| Consadole Sapporo | 3:1      | Nippon Steel Oita                 |
| Tokushima Vortis  | 4:1      | Sangyo-Keiei-Universität Miyazaki |

### 4. Runde
|                      | Ergebnis        |                    |
| -------------------- | --------------- | ------------------ |
| Urawa Reds           | 5:0             | Shizuoka FC        |
| Avispa Fukuoka       | 1:1 (4:3 i. E.) | Kyoto Purple Sanga |
| Omiya Ardija         | 2:1             | YKK AP             |
| Júbilo Iwata         | 1:1 (9:8 i. E.) | Kashiwa Reysol     |
| Kashima Antlers      | 4:0             | Honda              |
| Nagoya Grampus Eight | 1:0             | Vegalta Sendai     |
| Shimizu S-Pulse      | 6:4             | Tochigi SC         |
| FC Tokyo             | 7:0             | Banditonce Kobe    |
| Gamba Osaka          | 2:1             | Shonan Bellmare    |
| Sanfrecce Hiroshima  | 3:0             | Cerezo Osaka       |
| Oita Trinita         | 4:1             | Thespa Kusatsu     |
| Yokohama F. Marinos  | 1:0             | Ehime FC           |
| Kawasaki Frontale    | 3:0             | Sagan Tosu         |
| Ventforet Kofu       | 3:2             | Montedio Yamagata  |
| JEF United Chiba     | 0:1             | Consadole Sapporo  |
| Albirex Niigata      | 2:0             | Tokushima Vortis   |

### Achtelfinale
|                   | Ergebnis        |                      |
| ----------------- | --------------- | -------------------- |
| Urawa Reds        | 3:0             | Avispa Fukuoka       |
| Omiya Ardija      | 0:1             | Júbilo Iwata         |
| Kashima Antlers   | 2:1             | Nagoya Grampus Eight |
| Shimizu S-Pulse   | 3:2             | FC Tokyo             |
| Gamba Osaka       | 4:2             | Sanfrecce Hiroshima  |
| Oita Trinita      | 1:1 (2:4 i. E.) | Yokohama F. Marinos  |
| Kawasaki Frontale | 2:5             | Ventforet Kofu       |
| Consadole Sapporo | 2:2 (8:7 i. E.) | Albirex Niigata      |

### Viertelfinale
|                 | Ergebnis         |                     |
| --------------- | ---------------- | ------------------- |
| Urawa Reds      | 3:3 (10:9 i. E.) | Júbilo Iwata        |
| Kashima Antlers | 3:2              | Shimizu S-Pulse     |
| Gamba Osaka     | 3:1              | Yokohama F. Marinos |
| Ventforet Kofu  | 0:2              | Consadole Sapporo   |

### Halbfinale
|             | Ergebnis |                   |
| ----------- | -------- | ----------------- |
| Urawa Reds  | 2:1      | Kashima Antlers   |
| Gamba Osaka | 2:1      | Consadole Sapporo |

### Finale
|            | Ergebnis |             |
| ---------- | -------- | ----------- |
| Urawa Reds | 1:0      | Gamba Osaka |